# Lincoln Park (Kolorado)
Lincoln Park – jednostka osadnicza w Stanach Zjednoczonych, w stanie Kolorado, w hrabstwie Fremont.